# جول المحطة (عمد)

تعديل مصدري - تعديل

جول المحطة هي إحدى قرى  بمديرية عمد التابعة لمحافظة حضرموت، بلغ تعداد سكانها 67 نسمة حسب تعداد اليمن لعام 2004.